# فرانك ريد (لاعب كرة قدم أمريكية)
فرانك ريد (بالإنجليزية: Frank Reed)‏ هو لاعب كرة قدم أمريكية أمريكي، ولد في 13 مايو 1954 في سياتل في الولايات المتحدة.

## وصلات خارجية
- فرانك ريد على موقع مرجع كرة القدم المحترفة.كوم (الإنجليزية)